# کتی داونز
کتی داونز (انگلیسی: Cathy Downs؛ ۳ مارس ۱۹۲۴ – ۸ دسامبر ۱۹۷۶) یک هنرپیشه اهل ایالات متحده آمریکا بود.
از فیلم‌ها یا برنامه‌های تلویزیونی که وی در آن نقش داشته است می‌توان به عزیز من کلمنتاین (۱۹۴۶) و کوچ‌نشین‌ها (۱۹۵۰) اشاره کرد.